# Anartia
Anartia es un género de mariposas de la familia Nymphalidae, subfamilia Nymphalinae de las zonas tropicales y subtropicales de América.

## Especies
En orden alfabético.
- Anartia amathea (Linnaeus, 1758)
- Anartia chrysopelea Hübner, [1831]
- Anartia fatima (Fabricius, 1793)
- Anartia jatrophae (Linnaeus, 1763)
- Anartia lytrea (Godart, 1819)

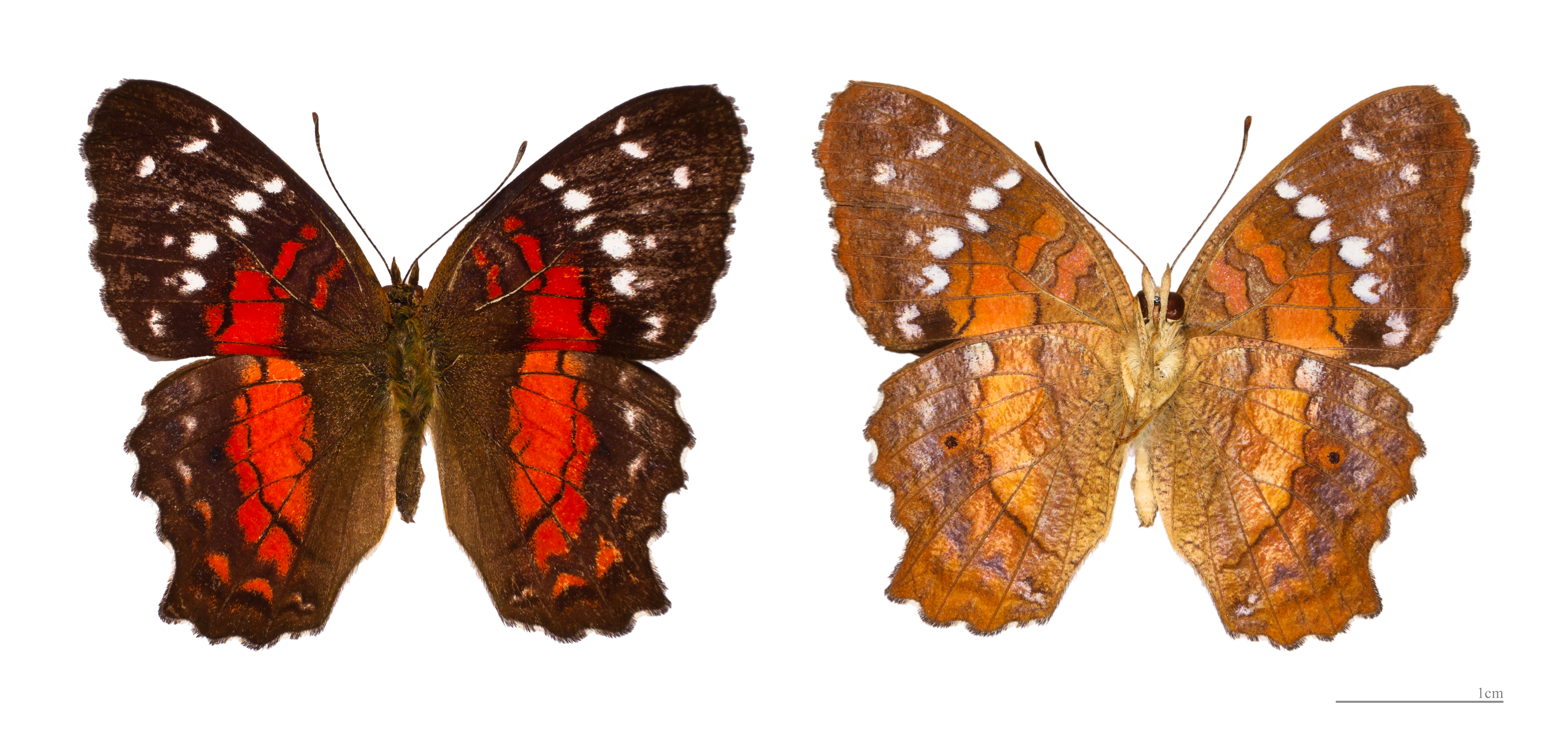
Anartia amathea - MHNT
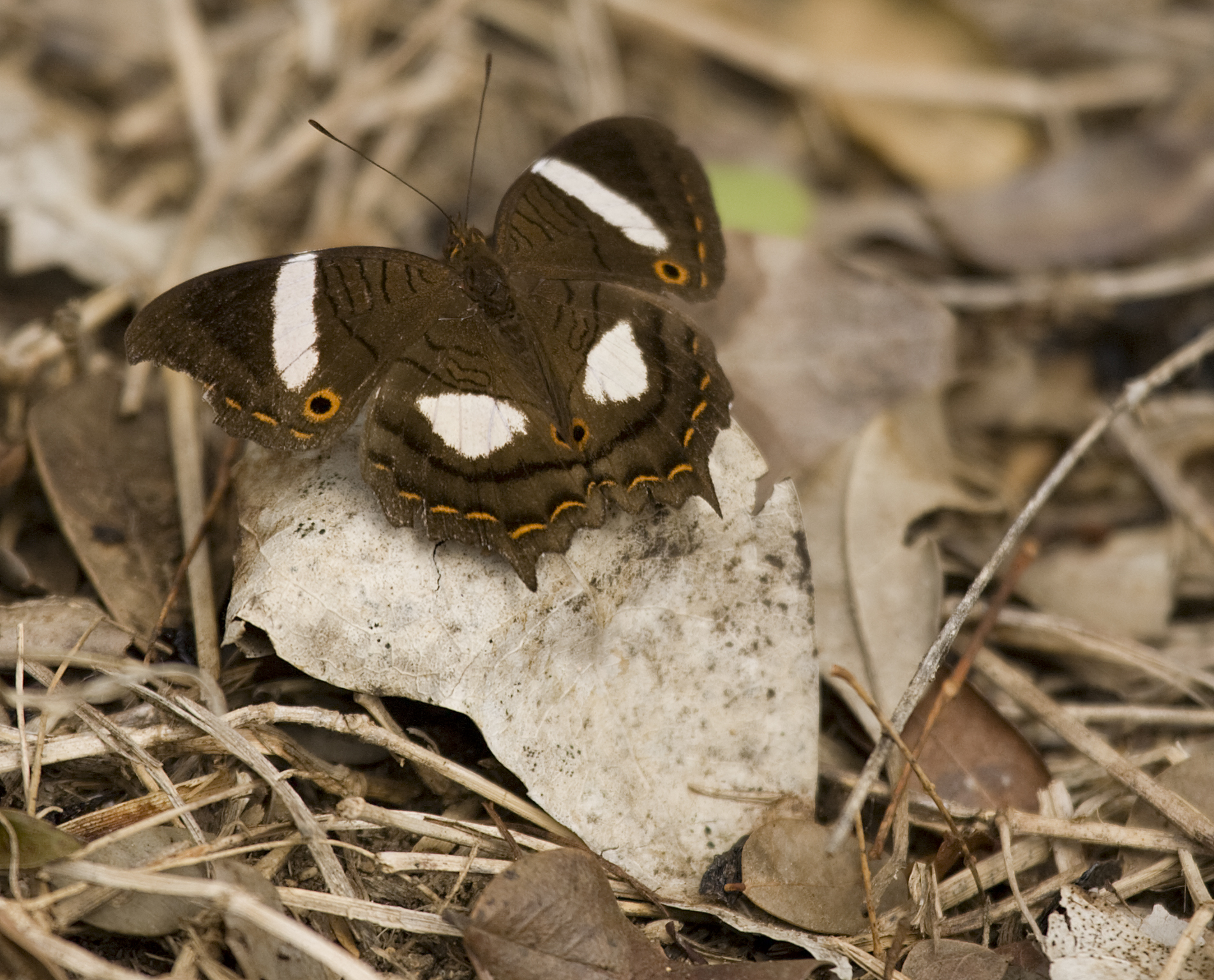
Anartia chrysopelea
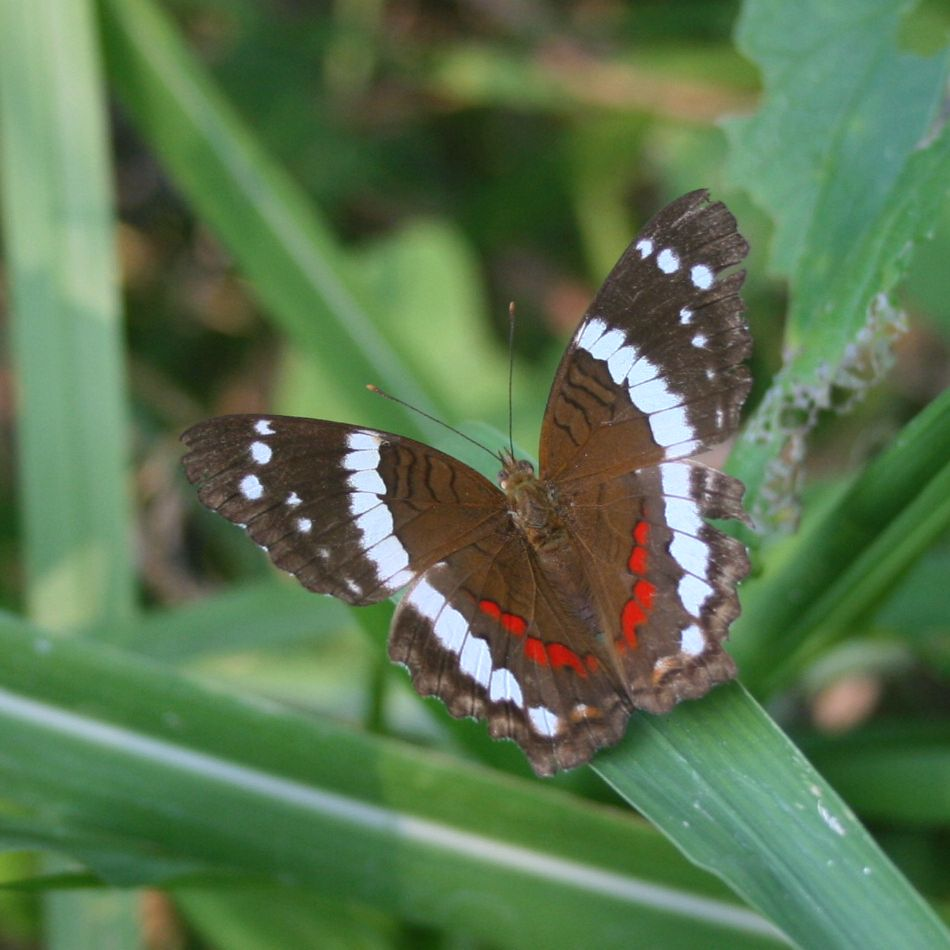
Anartia fatima
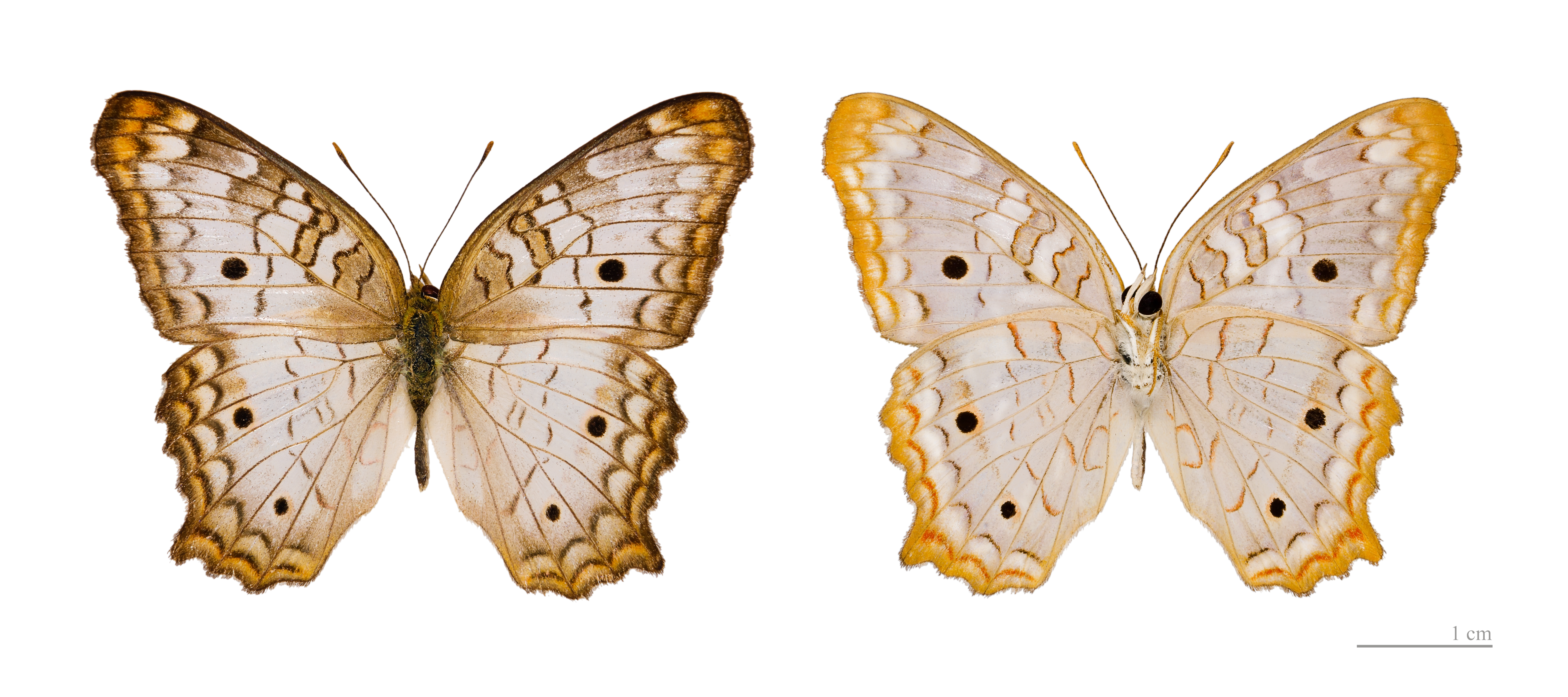
Anartia jatrophae - MHNT